# المدرسة الغياثية (الحجاز)

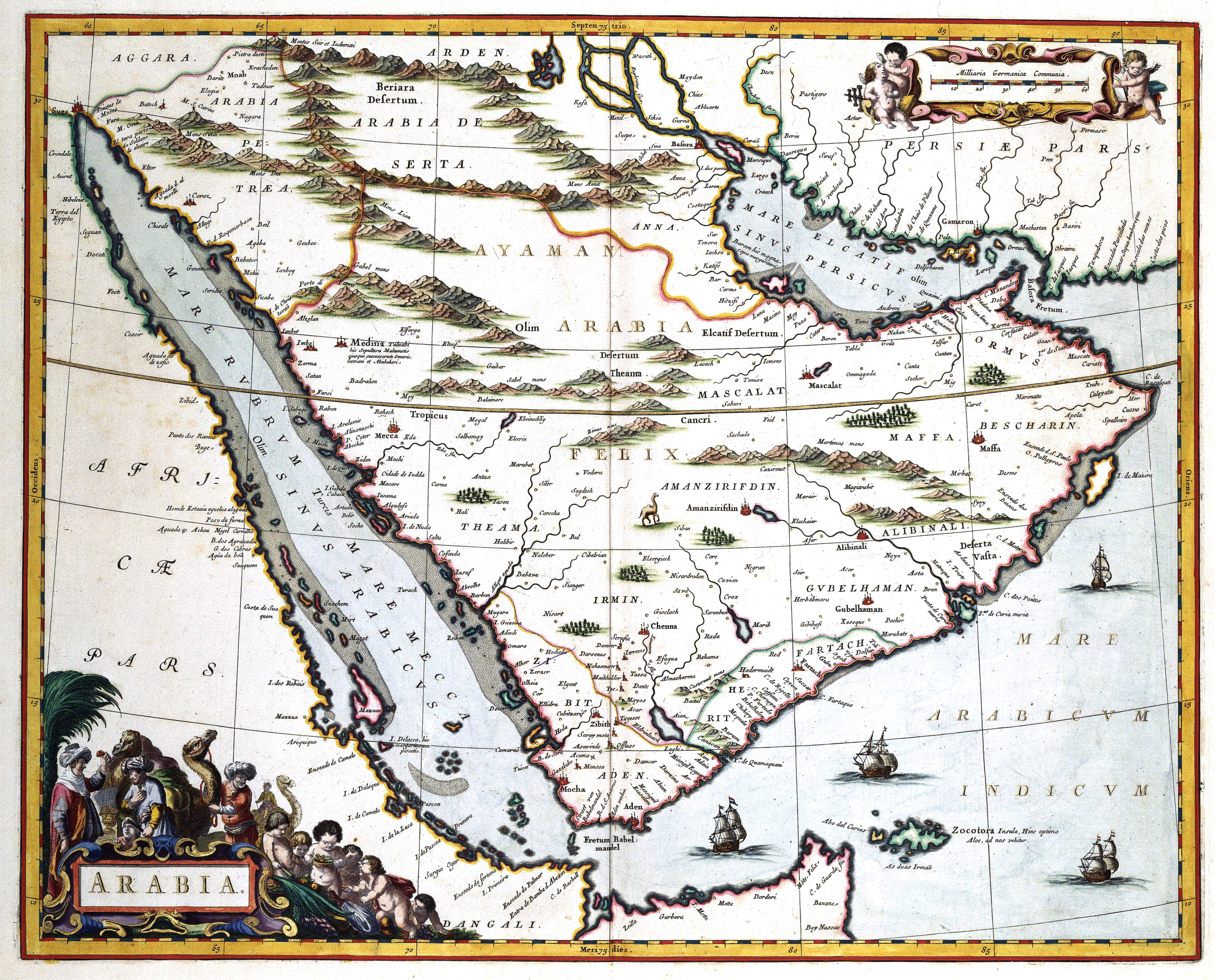

المدرسة الغياثية، وهي من المدارس الدينية والتي عرفت فيما بعد باسم المدارس البنجالية أو المدارس البنغالية، تشيرهذه المدارس إلى المدارس التي شيدت في الحجاز خلال القرنين الرابع عشر والخامس عشر من قبل سلاطين البنغال، حيث أنها جزء من تاريخ التفاعلات بين سلطنة البنغال وشريفية مكة كما يمكن العثور على سرد لهذه التفاعلات في طريق مكة أو تاريخ مكة.

## التاريخ
أسس السلطان غياث الدين أعظم شاه معهدين في مدينتي مكة والمدينة خلال فترة حكمه في البنغال من 1390 إلى 1411. تقع هذه المدرسة في مكة المكرمة بالقرب من بوابة أم هاني للمسجد الحرام، كما بدأ بناءها في رمضان 1411 م واكتمل عام 1412 م. عمل العالم العربي المعاصر تقي الدين محمد بن أحمد الفاسي في المدرسة الغياثية كمدرس للفقه المالكي وعمل فيها معلمون آخرون من بينهم جمال الدين قرشي وشهاب الدين صغاني ومحي الدين فاسي وأبو الحسن الحسكفي وعائلة شيبي. منهج هذه المؤسسة يدرس الفقه من جميع المذاهب المختلفة. تقع المدرسة الغياثية في المدينة المنورة بالقرب من باب السلام بالمسجد النبوي . كما أن السلطان كان قد طلب أموالاً لشراء عقارات لإنشاء وصيانة كلا المعهدين في مكة المكرمة والمدينة النبوية وأرسل الكثير من المال لإصلاح تيار عرفات. لكن قرر شريف مكة حسن بن عجلان استخدام الأموال التي قدمها السلطان لمشروع آخر بدلاً منه. يُقال بأن المدارس الدينية هي أفضل المؤسسات في المنطقة خلال هذه الفترة.
كان سلطان البنغال اللاحق جلال الدين محمد شاه على علاقة طيبة مع شريف مكة بركات بن حسن كما أنه أرسل له الهدايا وأردية الشرف، وحصل السلطان على إذن من الشريف ليبني مدرسة في مدينة مكة المكرمة. كما يُقال أيضًا أنه شيد مدرسة في المدينة المنورة بين عامي 1428 و 1431.